# Nowy cmentarz żydowski w Bychawie
Nowy cmentarz żydowski w Bychawie – kirkut w Bychawie położony jest przy ul. Partyzantów. Został on założony najprawdopodobniej w 1910 roku. Na jego terenie nie ma żadnych pozostałych macew. Obecnie teren jest wykorzystywany jako pole orne. Kirkut zajmuje powierzchnię 0,5 ha.